# Kriegerdenkmal Kleinzerbst

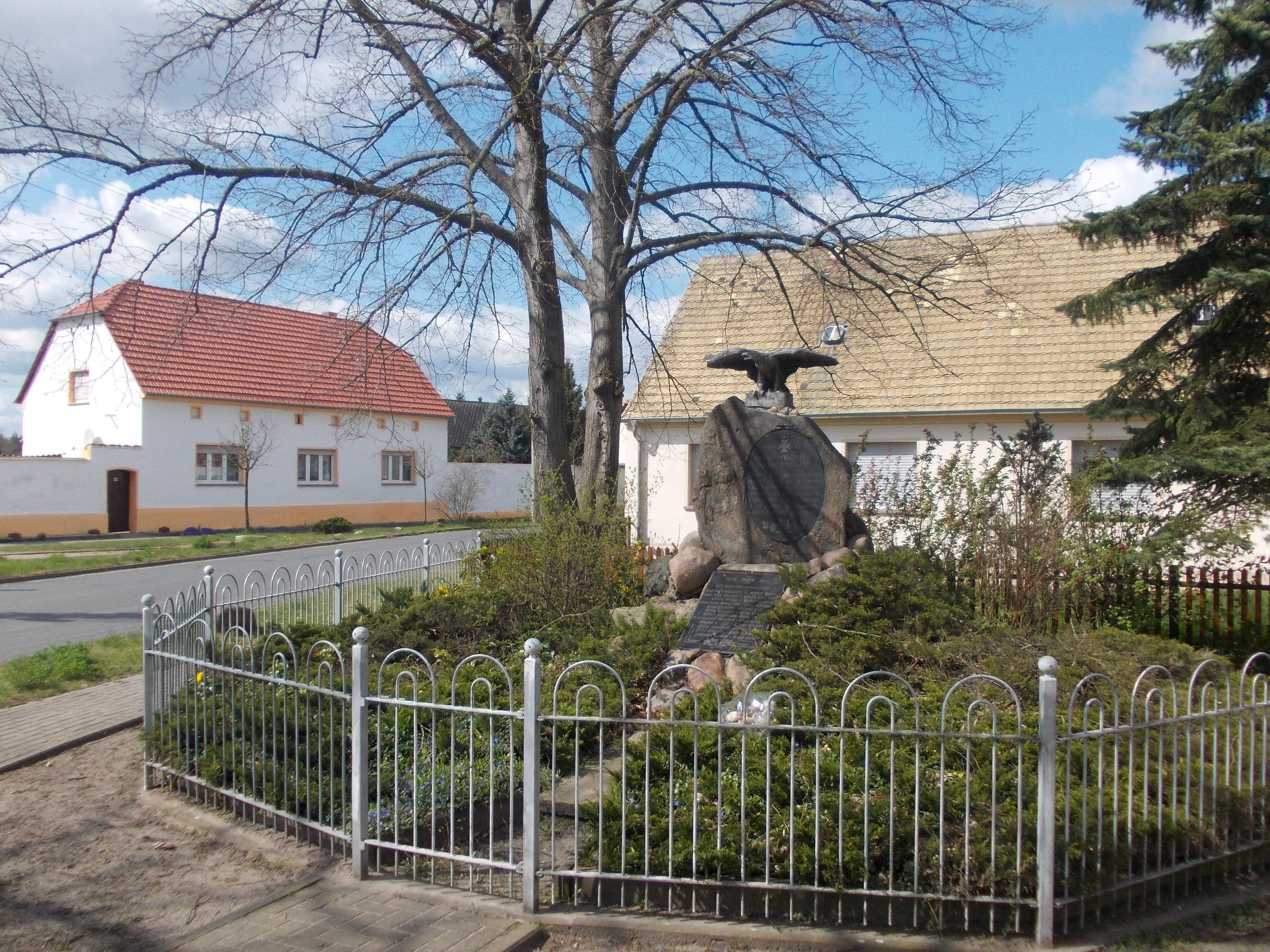
Kriegerdenkmal in Kleinzerbst

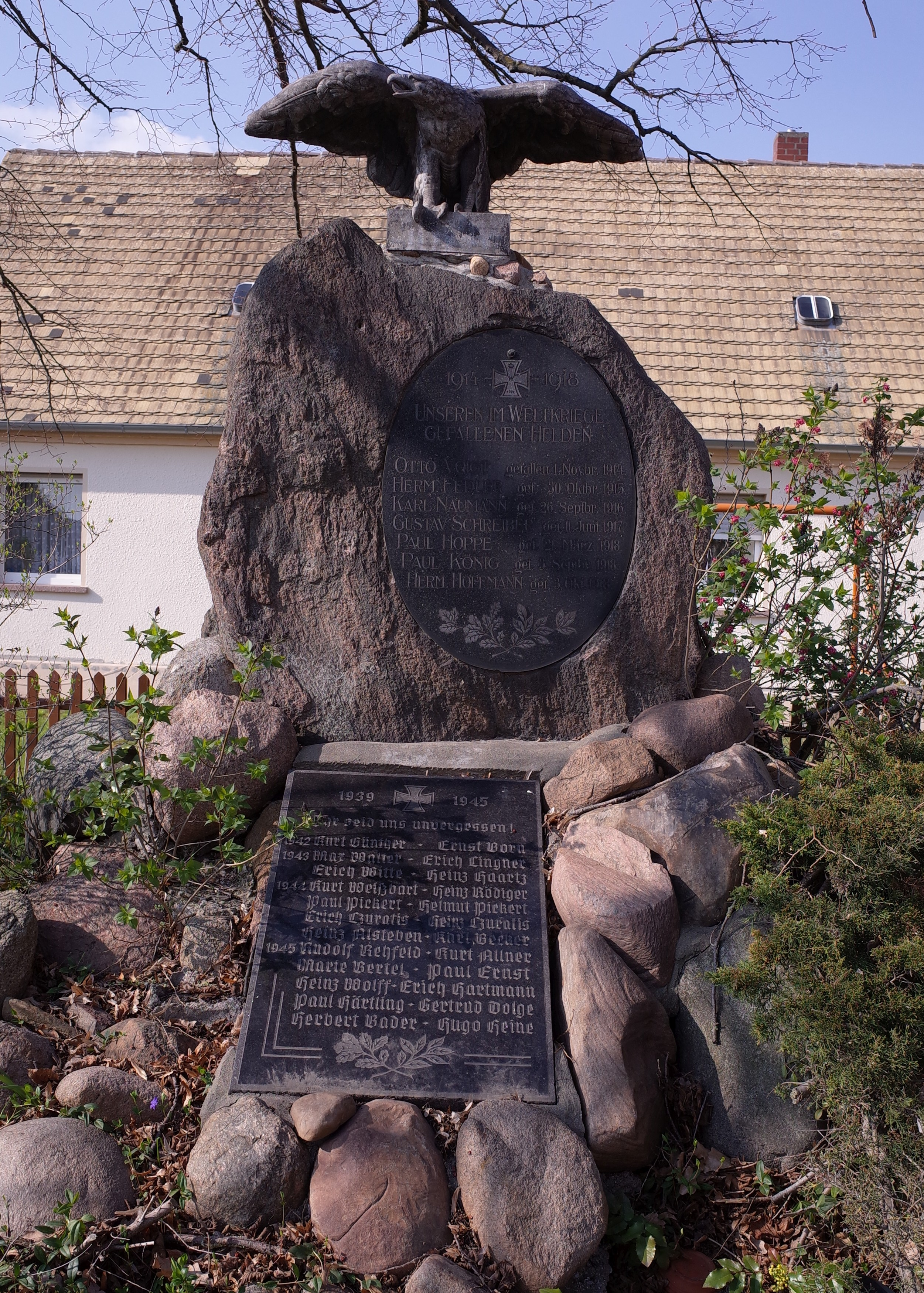
Inschrift

Das Kriegerdenkmal Kleinzerbst ist ein denkmalgeschütztes Kriegerdenkmal im Ortsteil Kleinzerbst der Stadt Aken in Sachsen-Anhalt. Im örtlichen Denkmalverzeichnis ist es mit der Erfassungsnummer 094 18161 als Baudenkmal verzeichnet.

## Allgemeines
Das Kriegerdenkmal in Kleinzerbst befindet sich an der Kreuzung Akener Straße und Kleines Dorf.  Es handelt sich dabei um einen Findling, der von einem Adler gekrönt, auf einem Sockel aus Feldsteinen steht. An dem Findling ist eine Gedenktafel für die Gefallenen des Ersten Weltkriegs angebracht. Im Feldsteinsockel ist eine Gedenktafel für die Gefallenen des Zweiten Weltkriegs eingelassen.